# Gun Barrel City
Gun Barrel City é uma cidade  localizada no estado norte-americano do Texas, no Condado de Henderson.

## Demografia
Segundo o censo norte-americano de 2000, a sua população era de 5145 habitantes.
Em 2006, foi estimada uma população de 6051, um aumento de 906 (17.6%).

## Geografia
De acordo com o United States Census Bureau tem uma área de
13,4 km², dos quais 13,3 km² cobertos por terra e 0,1 km² cobertos por água.

## Localidades na vizinhança
O diagrama seguinte representa as localidades num raio de 8 km ao redor de Gun Barrel City.